# Oroonoko
Oroonoko è un romanzo breve inglese, scritto da Aphra Behn (1640-1689) e pubblicato nel 1688. L'opera, il cui protagonista è un africano ridotto in schiavitù nel Suriname degli anni 1660, narra la vicenda di un amore infelice e si ispira alle esperienze dell'autrice durante un viaggio nell'allora neoacquisita colonia britannica del Suriname.

È stato detto, in particolare da Virginia Woolf, che Aphra Behn fu la prima scrittrice professionista, cioè la prima donna della letteratura inglese a vivere esclusivamente dei suoi proventi. Se da un lato ciò non è del tutto vero, dall'altro Behn fu di certo la prima drammaturga professionista e uno dei primi romanzieri inglesi, a prescindere dal sesso. Anche se con tutta probabilità ne scrisse almeno uno prima, Oroonoko rimane uno dei più antichi romanzi in lingua inglese, uno dei primi scritti da una donna e occupa un posto privilegiato nella letteratura della Restaurazione inglese.

## Trama

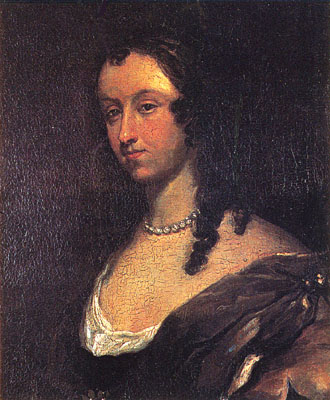
Ritratto di Aphra Behn

Oroonoko è un romanzo relativamente corto il cui titolo inglese completo è Oroonoko, or the Royal Slave traducibile in italiano con Oroonoko, lo schiavo reale. Racconta la storia di Oroonoko, nipote di un sovrano africano, che si innamora di Imoinda, la figlia del maggiore dei generali del re. La giovane piace pure al sovrano il quale le dà il velo sacro e la forza a divenire una delle sue spose. Dopo aver trascorso malvolentieri del tempo nell'harem del re (l'Otan) Imoinda e Oroonoko pianificano la fuga con la complicità di Onahal e Aboan. Vengono tuttavia scoperti e quando Imoinda dice di preferire la morte a un matrimonio col vecchio tiranno, questi, furioso per l'affronto, la fa vendere come schiava. Oroonoko invece è adescato in una trappola ed è catturato dal cinico capitano inglese di un vascello negriero. 
I due prigionieri vengono condotti in Suriname, allora una colonia britannica delle Indie occidentali con un'economia basata sulle piantagioni di canna da zucchero. Quindi verranno loro assegnati dei nuovi nomi cristiani: Caesar a lui e Clemene a lei. Pur schiavi, Oroonoko e Imoinda riescono a rivedersi, ma il ricongiungimento è nuovamente minacciato: la bellezza della giovane ha attirato le indesiderate attenzioni del vicegovernatore della colonia, Byam.
Caesar (Oroonoko) organizza una rivolta di schiavi. I rivoltosi sono procacciati dai gendarmi e obbligati alla resa mentre Byam promette loro un'amnistia. Una volta fugato il pericolo Byam fa fustigare l'organizzatore della rivolta, Oroonoko, il quale, ottenebrato dalla collera e dalla smania di vendicare il suo onore, decide di assassinare il vicegovernatore. Ma poi decide di uccidere pure l'amata Imoinda perché teme che essa possa subire delle violenze e delle angherie dopo che lui sarebbe stato condannato a morte. I due amanti si incontrano in un bosco, discutono assieme sul da farsi e Imoinda si mostra favorevole al disegno dell'amato. Oroonoko esita. Il sentimento d'amore che prova gli impedisce di uccidere l'amata; infine si risolve a pugnalarla e ciononostante lei muore con un sorriso nel volto. Mentre ancora piange sul corpo di Imoinda, Oroonoko è arrestato dalle guardie che gli impediscono di suicidarsi così da infliggergli un'esemplare e pubblica condanna. Per tutta la durata del suo supplizio (per smembramento) e fino alla morte che ne consegue, Oroonoko fuma calmamente la pipa e stoicamente sopporta il dolore senza urlare.
Il romanzo procede alternando la narrazione in prima persona a quella in terza persona, allorché la narratrice riferisce di ciò che è accaduto in Africa per poi ritrarre se stessa come una testimone dei fatti avvenuti in Suriname. Nel romanzo la narratrice si presenta come una giovane donna inglese della buona società, arrivata in Suriname al seguito del padre (anonimo) che era stato designato come nuovo vicegovernatore per la colonia. L'uomo avrebbe trovato la morte durante la traversata cosicché la narratrice e il resto della famiglia furono alloggiati nella più bella delle dimore nell'insediamento coloniale. Gli incontri che la giovane europea fa con la gente autoctona e gli schiavi vengono costantemente intrecciati alla vicenda d'amore di Oroonoko e Imoinda. Alla fine del romanzo la narratrice se ne va dal Suriname e parte per Londra.

## Struttura
Per quel che attiene alla struttura, il romanzo passa per tre segmenti ideali che non seguono un rigido andamento biografico. Il romanzo ha inizio con una dichiarazione di veridicità, nella quale la narratrice assicura che il suo racconto non è una mera finzione letteraria e nemmeno un pedantesco saggio storico. Essa sostiene di esser stata testimone oculare dei fatti che riporta, di essersi sforzata di attenersi alla sola realtà e di non aver mai ceduto alla tentazione di abbellire la narrazione. Segue una descrizione del Suriname e degli amerindi che vi vivevano. La narratrice vede negli autoctoni una popolazione sana e semplice, che pare vivere ancora nell'età dell'oro; e questa considerazione è avallata dalla presenza di giacimenti di oro in questa contrada. È solo dopo questi due prologhi che la narratrice inizia la storia con Oroonoko stesso, con il complotto tra suo nonno e il capitano, con la cattura e la prigionia di Imoinda. Il seguito, vissuto in prima persona dalla voce narrante, è raccontato al presente indicativo: Oroonoko e Imoinda si ritrovano, poi incontrano la narratrice e Trefry. La terza e ultima sezione contiene il racconto della ribellione guidata da Oroonoko e delle tragiche conseguenze che ne susseguirono.

## Traduzione italiana
La prima edizione italiana di Oroonoko è stata curata da Marina Tornaghi e Irene Agnello per la Amanda Editrice, Roma, 1981.

## Contesto biografico e storico
Oggi Oroonoko è il più studiato dei romanzi di Aphra Behn ma non ebbe un successo immediato. Vendette bene, ma fu l'adattamento teatrale di Thomas Southerne (vedere sotto) che lo rese tanto famoso.

Già dopo la morte dell'autrice questo romanzo riprese a esser letto. E da allora in poi i fatti narrati dalla voce narrante del romanzo, oltre che la fattualità di tutta la trama del romanzo, sono stati accettati e indagati con maggiore o minore credulità. Poiché la signora Behn non era disponibile per qualsivoglia correzione o conferma circa queste informazioni, i biografi più tardi identificarono la narratrice con Aphra Behn e incorporarono le affermazioni del romanzo nei loro resoconti della vita della scrittrice.

Ma Oroonoko è pur sempre un'opera di finzione letteraria e il suo Io narrante non dovrebbe essere più reale, per esempio, della prima persona (apparentemente Gulliver) di Swift ne I viaggi di Gulliver, del narratore naufrago di Defoe nel Robinson Crusoe, o della prima persona nella Favola della botte.

### Realtà e finzione nella voce narrante

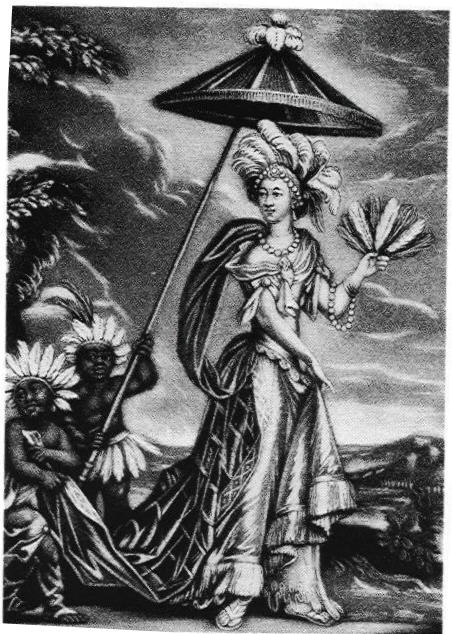
L'attrice Anne Bracegirdle con un copricapo di piume ne The Indian Queen, dramma di John Dryden. Questo indumento sarebbe stato offerto a Thomas Killigrew da parte di Aphra Behn, durante il supposto soggiorno di quest'ultima in Suriname.

I ricercatori oggi non sanno se la narratrice rappresenti Aphra Behn e se così fosse, in che misura essa dica la verità. Gli studiosi hanno discusso sulla questione se l'autrice avesse mai viaggiato in Suriname, e se sì, in quale periodo. La narratrice riferisce di aver «visto» dei montoni nella colonia, quando invece questi animali non vi avrebbero potuto sopravvivere e questo elemento peraltro costringeva gli stessi colonizzatori a importare della carne dalla Virginia. D'altronde tutte le informazioni sostanziali al soggetto di questa vicenda, come sottolinea Ernest Bernbaum nel suo Mrs. Behn's Oroonoko, potrebbero esser desunti dai racconti di viaggio di William Byam e di George Warren che circolavano nella Londra degli anni 1660. La verosimiglianza topografica e culturale non erano un criterio adottato dai lettori di romanzi del XVII secolo (non più, ad esempio, che nelle opere di Thomas Kyd) e Aphra Behn generalmente non curò i dettagli nelle ambientazioni degli altri suoi racconti. Nei suoi drammi le ambientazioni sono abbastanza indistinte, e lei raramente perde del tempo a descrivere il luoghi nelle sue storie. Ma in Oroonoko fornì una grande quantità di descrizioni della colonia, come emerge dal lavoro di catalogazione di J. A. Ramsaran e Bernard Dhuicq.
Inoltre tutti gli europei menzionati nel romanzo all'epoca erano veramente presenti in Suriname negli anni 1660. È interessante, sempre che l'intera narrazione sia opera di finzione letteraria e basata su un resoconto di viaggio, che l'autrice non si prende mai la libertà di inventare di sana pianta dei coloni europei di cui potrebbe aver bisogno. Infine la caratterizzazione delle persone reali del romanzo non segue le sue opinioni politiche. Aphra Behn fu per tutta la vita una fervente realista leale agli Stuart ed era solita mettere in scena dei virtuosi sostenitori del re per opporli a dei cinici fiancheggiatori della Camera dei comuni. Se Behn non avesse conosciuto gli individui che mette in scena nell'Oroonoko, sarebbe stato estremamente improbabile che qualcuno dei veri realisti potessero diventare nella narrazione dei cattivi o che qualcuno dei veri repubblicani potessero divenire nella narrazione degli eroi. Byam e James Bannister, entrambi monarchici nell'interregno, tradiscono un temperamento licenzioso e sadico; al contrario, George Marten, un repubblicano cromwelliano, si mostra ragionevole, onesto e aperto di spirito.
Con le dovute cautele sembra dunque accettabile la tesi che Aphra Behn abbia davvero viaggiato in Suriname. Ma la voce narrante del romanzo non può corrispondere alla vera Aphra Behn. A un tratto nel romanzo si dice infatti che il padre della narratrice, futuro vicegovernatore della colonia, sarebbe morto nel corso della traversata. Ciò non accadde al padre di Aphra, Bartholomew Johnson, sebbene egli fosse effettivamente morto in una data tra il 1660 e il 1664. Inoltre non sappiamo di nessun altro che sia stato vicegovernatore della colonia a quell'epoca (a parte William Byam), e la sola personalità a esser morta nel corso di una traversata fu Lord Willoughby, il rappresentante autorizzato dal re per le Isole Barbados e per il Suriname. Per altro la morte del padre della narratrice spiegherebbe l'antipatia di lei verso Byam, divenuto di fatto usurpatore del padre morto durante la traversata. Ma questo padre romanzato fornisce alla narratrice un buon motivo per il ritratto poco lusinghiero del vicegovernatore, che di fatto potrebbe celare il vero motivo per il viaggio in Suriname e la vera antipatia che Aphra Behn nutriva per il vero Byam. È improbabile che l'autrice si sia recata in Suriname in compagnia di suo marito, anche se non si esclude che avrebbe potuto incontrarlo e sposarlo in Suriname, oppure durante il viaggio di ritorno. Una donna, se era dignitosa e di buona famiglia, non avrebbe intrapreso da sola una simile traversata. È più probabile che Aphra Behn sia giunta alla colonia con la propria famiglia accompagnata da una lady più matura. Quanto al fine della sua visita, Janet Todd sostiene che si trattò di spionaggio. Il vicegovernatore Byam all'epoca aveva preso il controllo assoluto sull'insediamento e vedeva il suo potere contestato non solamente da ex-repubblicani come il colonnello George Marten ma anche da altri monarchici dentro la colonia. Le competenze di Byam cominciavano a essere sospette ed è possibile che sia Lord Willoughby che Carlo II fossero interessati a un'inchiesta approfondita sull'amministrazione della colonia.

Sappiamo ben poco al di fuori di questi fatti. I primi biografi di Aphra Behn non solo presero per vere le asserzioni della voce narrante, ma taluni (come Charles Gildon) sono arrivati a inventare una relazione amorosa tra l'autrice del romanzo e l'eroe del romanzo. Ciò fu smentito dal 1698 dalle anonime Memorie di Aphra Behn, scritte da una del gentil sesso, le quali insistono sul fatto che l'autrice fosse all'epoca dei fatti descritti in Oroonoko troppo giovane perché ciò fosse concepibile. Dei biografi più tardivi si sono confrontati con questa polemica, alcuni per sostenere, altri per rigettare questa ipotesi. È tuttavia più proficuo considerare questo romanzo come il resoconto sul governo di un paese fatto da un investigatore, più che un'autobiografia.

### Modelli per Oroonoko

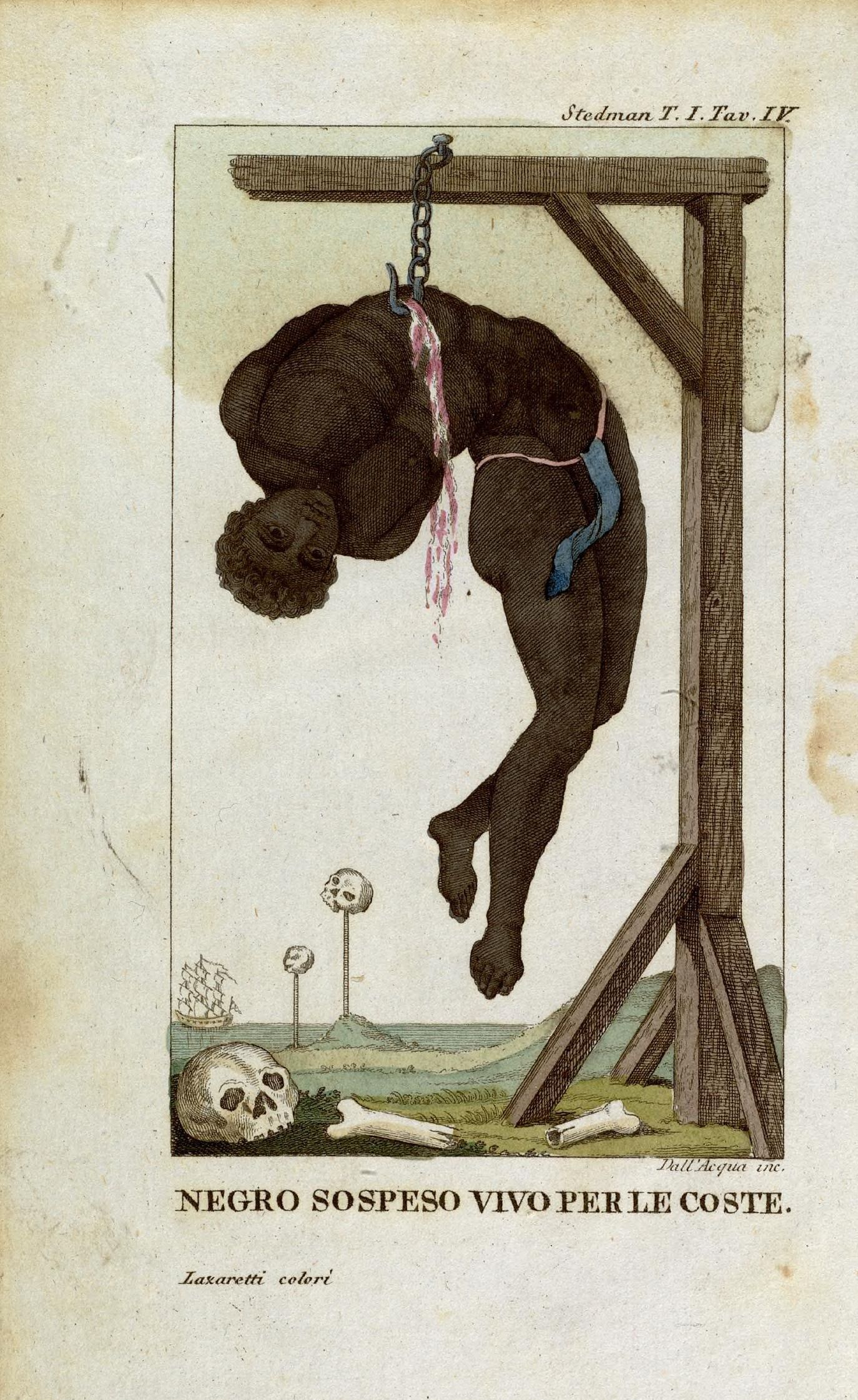
A negro hung by his ribs from a gallows, incisione di William Blake per Narrative of a Five Years Expedition Against the Revolted Negroes of Surinam (1792), memorie del capitano John Stedman. L'esecuzione ebbe luogo nel Suriname allora sotto governo olandese ed è un esempio della barbarie delle punizioni riservate agli schiavi, come era nella reputazione del Suriname.

Come per molte altre informazioni sull'autrice le tesi che Oroonoko possa essere realmente esistito, che egli possa aver veramente organizzato la rivolta dei suoi compagni e che abbia incontrato l'autrice, per secoli sono state prese sul serio sia dai lettori che dai commentatori, nonostante non vi sia alcun indizio che permetta di stabilire con certezza tutto ciò. Aphra Behn è stata a lungo creduta sulla parola quando nel romanzo narra di aver veramente incontrato il principe africano schiavizzato. Ma in tre secoli, non vi è stato alcun ricercatore che abbia rintracciato un personaggio storico che corrispondesse alle descrizioni dell'autrice. Si può dunque supporre che l'eroe del romanzo sia fittizio, nonostante i frequenti richiami alla realtà. 
Una delle persone che più si avvicinano a Oroonoko sembra essere un colono bianco del Suriname, Thomas Allin. Questi, impoverito e disilluso in quella terra inospitale, sprofondò nell'alcoolismo e si narra che durante la ripetizione del processo a suo carico avesse proferito delle blasfemie talmente grossolane che al vicegovernatore Byam parve di veder crollare il tribunale. Nel romanzo Oroonoko congiura di assassinare Byam e di uccidersi in seguito: ciò collima con la vicenda di Allin, il quale, visto che era impossibile «possedere la mia vita, quando non ne posso gioire nella libertà e nell'onore», decide di uccidere Lord Willoughby e di suicidarsi subito dopo. L'esito fu che Allin ferì Willoughby, fu catturato e condotto in prigione, dove riuscì a suicidarsi. Il suo corpo fu messo alla gogna in pubblico, 
(Todd 55)
Bisogna precisare che Allin stesso era un piantatore, e non uno schiavo a contratto né un lavoratore schiavizzato. La «libertà e l'onore» di cui lui parla consistevano più nell'indipendenza che nell'emancipazione. D'altro canto egli non era di sangue nobile e il suo risentimento verso Willoughby non aveva alcunché a che vedere con una storia di cuore. I suoi punti in comune con Oroonoko si limitano insomma soprattutto all'attentato contro il governatore e al conseguente castigo.

Se ammettiamo che Aphra Behn abbia lasciato il Suriname nel 1663, essa avrebbe potuto tenersi al corrente della situazione nella colonia leggendo la “Exact Relation”, che Willoughby fece stampare a Londra nel 1666, per poi decidere di innestare il crudo episodio di cronaca di Thomas Allin sul fondo del ritratto del cattivo del romanzo, Byam. 
Nel periodo in cui soggiornava in Suriname (intorno al 1663), avrebbe inoltre potuto venire a conoscenza dell'arrivo di un vascello negriero, che delle sue 130 « mercanzie», ne aveva « perdute » 54 nel viaggio. Gli schiavi africani, anche se erano oggetto di un trattamento diverso rispetto agli schiavi sotto contratto provenienti dall'Inghilterra, erano sottoposti a delle condizioni estreme, e ciò li conduceva ad attaccare regolarmente la colonia. Nessuna di queste ribellioni però coincide storicamente con quella riportata nell'Oroonoko. Di più, il personaggio di Oroonoko ha un aspetto fisico inusuale rispetto ai suoi compagni: ha una pelle più nera, ma pure un naso romano e dei capelli ritti. La mancanza di documenti storici su una ribellione di massa, le caratteristiche fisiche poco plausibili di Oroonoko e la sua raffinatezza tipicamente europea inducono a pensare che l'insieme del romanzo sia opera di invenzione. Bisogna aggiungere a ciò che pure il nome del protagonista è di invenzione: vi si avvicinano certi nomi in lingua yoruba, anche se gli schiavi africani del Suriname venivano per la maggioranza dal Ghana. Oroonoko potrebbe piuttosto avere un'origine letteraria: il suo nome ricorda quello di Oroondate, un personaggio nella Cassandra di La Calprenède, che Aphra Behn aveva letto. Oroondate vi è un principe della Scizia e la sua amata viene rapita da un vecchio re. Ma Oroonoko ricorda per assonanza anche l'Orinoco, il fiume in Venezuela lungo il quale si erano installati dei coloni inglesi: il protagonista del romanzo sarebbe allora la figura allegorica di questa regione considerata un'area mal governata. Prima di questo però vi è un Oroondate, che fa il satrapo di Menfi ne Le Etiopiche, un romanzo della tarda antichità ad opera di Eliodoro di Emesa. Molti elementi della trama di Oroonoko presentano reminiscenze di queste Etiopiche e di altri romanzi greci coevi. Ma se consideriamo il romanzo di La Calprenède, c'è anche una particolare somiglianza tra Oroonoko e Juba: questi è schiavizzato, condotto a Roma e rinominato Coriolano così come a Oroonoko viene assegnato il nome latino Caesar.

### Posizione di Behn sullo schiavismo
La colonia del Suriname cominciò a importare schiavi negli anni 1650, perché gli schiavi a contratto provenienti dall'Inghilterra erano insufficienti ad assicurare la piena produttività alle piantagioni di canna da zucchero. Nel 1662 il duca di York ricevette la commissione di fornire 3000 schiavi nei Caraibi, e Lord Willoughby fu un commerciante di schiavi. Gli schiavisti inglesi per lo più trattavano con i cacciatori di schiavi del posto e solo raramente andavano loro stessi a caccia di schiavi. La vicenda della cattura di Oroonoko è dunque plausibile, dato che simili incursioni europee ci sono state, ma i mercanti di schiavi inglesi le evitavano il più possibile per il pericolo di catturare accidentalmente qualcuno legato ai loro alleati sulla costa, i quali, dal canto loro, se ne sarebbero risentiti. Molto spesso gli schiavi provenivano dalla Costa d'oro, in particolare dall'area ghanese.

Stando alla biografa Janet Todd, Behn non si oppose allo schiavismo in quanto tale. Lei accettava l'idea che dei gruppi potenti potessero sottomettere quelli deboli e in ciò avrebbe potuto attingere ai racconti orientali ascoltati nella propria infanzia, nei quali «i Turchi» riducevano in schiavitù delle popolazioni europee.

D'altro canto il marito di Aphra pare sia stato un certo Johan Behn, il quale salpava con il suo King David dalla città libera tedesca di Amburgo ma aveva la propria residenza a Londra; la sede londinese era probabilmente una copertura mercantile per il commercio olandese con le colonie inglesi sotto falsa bandiera. Se ne trae che se Behn fosse stata davvero ostile allo schiavismo in quanto istituzione, non avrebbe mai sposato uno schiavista. Tuttavia è in parte accertato che il loro non fu un matrimonio felice e Oroonoko, scritto vent'anni dopo la morte del marito, ha il più detestabile dei suoi personaggi proprio in un capitano schiavista che cattura Oroonoko. 

Todd dice probabilmente il vero asserendo che Aphra Behn non vi si oppose programmaticamente, ma per quanto essa mitighi le sue opinioni sullo schiavismo, non ci sono dubbi sulle sue idee in merito alla regalità naturale. Le ultime parole del romanzo sono una tenue espiazione della colpa della narratrice, ma essa piange il singolo individuo e al singolo individuo dedica un tributo; non critica lo schiavismo in quanto tale. Un re legittimo non può e non deve essere ridotto in schiavitù; e, come Aphra scrive in The Young King (dramma scritto probabilmente in Suriname) non vi è Paese che possa prosperare senza un re. Il Suriname fittizio che lei descrive è "un corpo senza testa". Senza un vero e legittimo governante quale poteva essere un re, i funzionari si rivelano deboli, corrotti e abusano del loro potere. Mancava alla colonia qualcuno come Lord Willoughby o il padre della narratrice: un vero lord. In assenza di una siffatta autorità, un re vero come Oroonoko viene defraudato, maltrattato e giustiziato.

Uno dei possibili motivi per il romanzo, o per lo meno una sua idea politica di fondo, è la convinzione di Behn che il Suriname fosse una terra dal grande potenziale in attesa di un vero nobile che la facesse risplendere sotto il proprio comando. Come altri inviati a indagare su questa colonia, Aphra Behn riteneva che Carlo II era malinformato sulle potenzialità dell'area. Quando Carlo II rinunciò al Suriname per effetto del trattato di Breda (1667), Behn rimase sgomenta e nel romanzo manifestò con efficacia questo sentimento: se con tutta la loro aristocrazia gli inglesi non erano stati in grado di insediare nella colonia una dirigenza nobile a tutti gli effetti; e se da ciò era derivato un cattivo governo della colonia e degli schiavi; allora gli Olandesi, dallo spirito democratico e mercantile, sarebbero stati di gran lunga peggiori. Di conseguenza, il regno incompetente ma appassionato di Byam è rimpiazzato dalla gestione efficiente ma immorale degli Olandesi.

La scelta di Carlo II si spiega con la sua strategia di unificare gli insediamenti in America del Nord sotto un'unica bandiera, di cui era parte lo scambio del Suriname per Nuova Amsterdam (futura New York). Né il re né Aphra Behn avrebbero mai potuto immaginare quanto questa scommessa sarebbe stata vincente.

## Contesto storico
Aphra Behn fu una scrittrice politica sia nei suoi drammi che nei romanzi e sebbene questo elemento non fosse programmatico la maggior parte dei suoi lavori presenta dei contenuti politici. La scrittrice aveva concluso il suo viaggio in Suriname nel 1663 (o nel 1664) ma per ventiquattro anni non sentì il bisogno di scrivere della sua «storia americana», salvo la repentina pulsione creativa che la colse appena un anno prima della morte, nel 1688. Charles Gildon narra come l'autrice lavorasse al suo romanzo pur in presenza di estranei; la stessa Aphra Behn afferma di aver scritto l'opera in un'unica seduta, sollevando poche volte la penna dal foglio: insomma un romanzo impegnato e al contempo molto sentito. Bisogna allora dare uno sguardo agli avvenimenti che avrebbero potuto far approdare alla stesura di Oroonoko e al contesto storico oltre che letterario (vedere sotto) entro il quale esso si colloca.

Il 1688 fu un anno di grandi fermenti in Inghilterra: Carlo II trovò la morte e salì al trono Giacomo II. La fede cattolica professata da Giacomo II, come pure il matrimonio con una cattolica, suscitarono l'indignazione delle vecchie forze parlamentari che ripresero a invocare la ribellione. Oroonoko è redatto in quest'atmosfera di scontro politico e religioso. Il protagonista vi ripete con insistenza che la parola del re è sacra, che un re non può tradire i suoi sudditi e che l'onore di una persona si misura sulla sua capacità di tener fede ai suoi propositi. Nel contesto dell'epoca, per coloro che avevano giurato fedeltà a Giacomo II e che ora complottavano contro di lui, questa litania deve aver toccato delle corde sensibili. E il romanzo non nasconde in nessun modo di essere ferocemente anti-olandese e anti-democratico. Il candidato sostenuto dal partito whig era Guglielmo d'Orange, sicché la denuncia delle atrocità commesse dagli Olandesi nel Suriname e l'affermazione del carattere divino e immanente del potere regio potevano essere delle ragionevoli tesi a sostegno dei Tory.

Ma l'impegno politico di Aphra Behn fu vano quando al termine della Gloriosa rivoluzione l'Act of Settlement (1701) sancì che la fede protestante sarebbe stata prioritaria nel determinare il successore alla corona britannica. La causa degli Stuart dunque fallì e nei secoli a venire i lettori trascurarono in Oroonoko quest'aspetto di impegno politico in seno al Regno Unito.

## Contesto letterario
Si è detto che Oroonoko è il «primo romanzo della letteratura inglese»: è una tesi difficile da sostenere. Al di là del classico problema di definire la nozione di romanzo, Aphra Behn aveva scritto per lo meno un romanzo epistolare prima di Oroonoko. Le sue “Lettere d'amore tra un nobile e sua sorella” precedono Oroonoko almeno di cinque anni. Nonostante ciò si può considerare Oroonoko come uno dei più antichi esemplari anglofoni di quel genere di romanzi che hanno un intreccio lineare e seguono un modello biografico. Esso si presenta come un misto di dramma, resoconto documentario e biografia che è facile ricondurre al genere del romanzo. 
Oroonoko è invece il primo romanzo inglese a rappresentare gli africani in una prospettiva benevola. Ed è un'opera che, forse più dell'Otello di Shakespeare, costituisce sia una riflessione sulla natura della monarchia che una riflessione sulla razza. Oroonoko, al di là del suo colore della pelle, è prima di tutto un re e la sua uccisione, che si apparenta dunque al regicidio, avrà dalle conseguenze nefaste per la colonia. L'intreccio del romanzo, alquanto teatrale, ha beneficiato della lunga esperienza di Aphra Behn come drammaturga. La lingua che lei utilizza in Oroonoko è talvolta più diretta e meno emotiva che negli altri suoi testi. Il romanzo si distingue pure dalle altre prose dell'autrice per la sua storia d'amore semplice, scevra di qualsiasi complicazione tra ruoli maschili e femminili.
Nel XVIII secolo i lettori del romanzo e gli spettatori dell'adattamento teatrale di Thomas Southerne erano ricettivi soprattutto al tema del triangolo amoroso. In scena, Oroonoko era considerato come una grande tragedia o per lo meno come una vicenda commovente e appassionata. La versione cartacea catturava invece i suoi lettori grazie all'amore tragico tra Oroonoko e Imoinda o per via della minacciosa figura di Byam. Tuttavia con la graduale presa di coscienza della società britannica e di quella statunitense dei problemi morali che si venivano a porre con lo schiavismo, Oroonoko fu sempre più letto come un testo favorevole alle tesi abolizioniste. Wilbur L. Cross nel 1899 scrisse di quest'opera come del «primo romanzo umanitario in inglese». Egli vedeva in Aphra Behn un'oppositrice allo schiavismo e rimpiangeva che Oroonoko fosse stato scritto troppo presto per sostenere una simile battaglia. Aphra Behn da allora fu considerata come un'anticipatrice dell'abolizionismo e spesso messa a confronto con Harriet Beecher Stowe. Nel XX secolo si vide in Oroonoko una tappa essenziale verso la teoria del «buon selvaggio», un precursore di Rousseau e più avanti in Montaigne, ma anche come un'opera proto-femminista. Recentemente Oroonoko è stato riletto in termini di colonialismo, nel suo esotismo e nell'interessante esperienza di incontro con lo straniero che esso mette in scena.

Di recente (e sporadicamente nel XX secolo) il romanzo è stato visto nel contesto della politica del XVII secolo e della letteratura del XVI secolo. Janet Todd sostiene che Behn ammirasse l'Otello e nel romanzo rintraccia degli elementi del dramma shakespeariano.

Nella lunga carriera di Behn le opere sono spesso incentrate sulla questione della regalità e Behn stessa fece propria una posizione politico-filosofica radicale. A più riprese nelle sue opere si parla della forza mistica della regalità e dei grandi capi; e così facendo dà luogo a un'indagine sulle virtù nobiliari. Oroonoko risolve il quesito in una figura che è sia un re legittimamente consacrato che un uomo virtuoso e un capo naturale, oltremodo in rivolta contro dei nobili di nascita ma privi di alcun vigore.

## Ambientazione nel Nuovo Mondo
Il miscelare diversi elementi letterari è un compito ostico e con Oroonoko Aphra Behn raccolse questa sfida. La letteratura della Restaurazione presentava tre elementi costanti: l'ambientazione nel Nuovo Mondo, una storia d'amore cortese e l'idea di tragedia eroica. John Dryden, un drammaturgo che nel 1663 era già celebre, fu coautore di The Indian Queen e autore del ciclo del The Indian Emperor. Sia nell'uno che nell'altro le tre costanti della letteratura della Restaurazione ci sono; e Behn aveva una certa familiarità con tutti e due i drammi, che influenzarono la sua scrittura (lo si può vedere nell'apertura dell'Oroonoko).

Aphra Behn ricreò queste costanti letterarie con degli elementi originali. L'Oroonoko fu scritto verso la fine del periodo della Restaurazione, il pubblico conosceva bene quei moduli e Behn voleva proporre loro qualcosa di fresco. Così sostituì all'ambientazione del Nuovo Mondo uno sfondo che non fosse familiare ai lettori e mettendosi ancora più in gioco ricreò anche l'ambientazione del Vecchio Mondo. Diede così forma a un mondo esotico, illustrato con un mucchio di dettagli descrittivi. In questo senso Aphra Behn fu la prima a mescolare del nuovo ai vecchi elementi base della letteratura della Restaurazione inglese. Il suo Nuovo Mondo si trovava nei Caraibi Britannici contemporanei, non in Messico (come da consuetudine letteraria), e il lettore scopriva un posto fino ad allora ignoto, una colonia in America chiamata Suriname, nelle Indie Occidentali. Behn dipinge un nuovo mondo idilliaco, non guastato dai nativi e in ciò contrasta con il precedente lavoro di Dryden. All'opposto di Dryden lei non accusa i tirannici capi d'oltremare ma punta invece il dito sul colonialismo. Il Suriname di Behn pare quasi utopico quando descrive le condizioni in cui la popolazione ci vive: «con questa gente conviviamo con una buona comprensione reciproca e in perfetta tranquillità, come ci è d'uopo fare». Ebbene questo Nuovo Mondo è un esempio unico dell'epoca, un luogo che è allo stesso tempo un meraviglioso paradiso lontano dalla decadenza e un fiorente crocevia di scambi internazionali. Per quanto sembri difficile mescolare una tragedia eroica a un paesaggio tanto idilliaco, Aphra Behn ci riesce con la vicenda dello schiavo-re Oroonoko.

Il vecchio mondo cambia allorquando la rotta commerciale attraverso l'Atlantico porta in Africa e non più esclusivamente verso l'Europa. E Aphra Behn è la prima a fornire ai suoi coevi un resoconto della vita vissuta dagli africani sub-sahariani nel loro continente. Prima d'allora c'erano una manciata di descrizioni sui regni costieri africani dell'epoca. Oroonoko quindi unisce tre importanti elementi diversi tra loro in maniera completamente nuova, e la sua visione del nuovo mondo costituisce un forte esempio di cambiamento.

## Analisi dei personaggi
Sin dall'inizio del romanzo Oroonoko è un personaggio la cui magnitudine sovrasta qualsiasi personaggio maschile o femminile nel romanzo. E nemmeno durante la terrificante esecuzione capitale egli perde la sua compostezza e la sua dignità. Ma oltre al carattere del personaggio la voce narrante sottolinea la magnitudine del principe attraverso le sue caratteristiche fisiche.

Nel suo testo Laura Brown focalizza la descrizione che la narratrice fa delle qualità fisiche di Oroonoko. La narratrice descrive Oroonoko come un uomo dalle fattezze europee, «per le quali il nativo 'altro' viene naturalizzato aristocratico europeo ... (e) nella sua apparenza fisica la narratrice distingue a malapena il suo principe indigeno da quelli d'Inghilterra». Dunque la narratrice invece di ritrarre un Oroonoko con dei tratti somatici africani, lo descrive come un grande uomo dall'aspetto e dal portamento di un aristocratico inglese o europeo.

Egli è rispettato come un capo carismatico, cosa che è manifesta in quella parte dove egli è catturato e schiavizzato. Mentre gli mettono le catene gli altri schiavi si rifiutano di mangiare. E la sua preminenza è corroborata più tardi, allorquando gli schiavi lo sostengono nelle rivolte contro Byam.

## La donna in Oroonoko
Se si considerano Oroonoko e gli altri personaggi maschili, la narratrice presenta gli uomini come dei capi dominanti con al seguito delle compagne forti.

Nel suo The Romance of Empire Laura Brown enfatizza l'importanza delle figure femminili. Per quanto gli uomini ricoprano parti importanti Brown constata come «le figure femminili - Imoinda, la voce narrante e i surrogati di essa - appaiano come delle fautrici o delle testimoni di quasi tutte le gesta di Oroonoko». Per tutto il romanzo Imoinda sostiene Oroonoko in tutte le decisioni, perfino quando lui le rivela di volerla uccidere per sfuggire alla schiavitù. E Laura Brown sottolinea come Oroonoko sul patibolo non sia solo perché «è assistito dalla madre e dalla sorella della narratrice».

Oltre a Laura Brown, Stephanie Athey e Daniel Cooper Alarcon hanno esaminato l'influsso delle donne nel romanzo. Nel loro Oroonoko's Gendered Economies of Honor/Horror gli autori sostengono che per comprendere meglio il romanzo si dovrebbe prestare attenzione alle donne bianche e alle donne nere, «le quali fanno da tramite tra gli antagonisti maschi». Athey e Alarcon inoltre sottolineano la forza di Imoinda «la quale lotta al fianco di Oroonoko mentre le mogli degli altri schiavi spingono i mariti ad arrendersi». Gendered Economies oltre a considerare le virtù di Imoinda, mette in rilievo l'importanza della voce narrante in quanto donna bianca. La voce narrante del romanzo è una donna bianca e Imoinda è descritta con fattezze europee; e «attraverso la schiavitù, la violenza e la tortura il romanzo mette in scena la rivalità economica per il corpo della donna nera e abbozza un'implicita competizione tra donna bianca, donna nera e donna indigena». Athey e Alarcon sostengono che la narratrice si prefigga di illustrare la rivalità tra donne e il ruolo significativo che Imoinda occupa in tutto il romanzo.

Come Athey e Alarcon, anche Margaret W. Ferguson mostra questa rivalità tra donne. Ferguson osserva come Behn crei «un palcoscenico per una implicita rivalità tra la narratrice (donna inglese bianca) e la schiava (futura madre, donna africana nera)». Ferguson spiega che la rivalità tra la narratrice e Imoinda è l'indice di un desiderio per il corpo di Oroonoko e per la capacità di Oroonoko di compiere qualcosa di straordinario.

## Adattamento teatrale

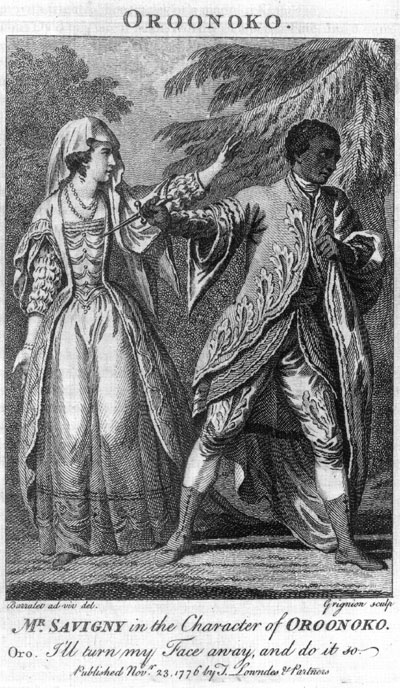
Oroonoko uccide Imoinda in una rappresentazione del 1776 dellOroonoko di Southerne.

Alla sua prima comparsa Oroonoko non ebbe successo. Secondo l'English Short Title Catalog, il romanzo ebbe una seconda pubblicazione solo nel 1696 (ovverosia otto anni dopo la prima). E per Aphra Behn un tale fiasco rappresentò una grossa delusione, considerando le speranze che aveva riposto nelle entrate che ne avrebbe potuto trarre. Le vendite cominciarono a scalare al secondo anno dopo la sua morte e il romanzo fu ristampato tre volte.

La storia del principe africano fu sfruttata da Thomas Southerne per un'opera teatrale intitolata Oroonoko: una tragedia. Il dramma fu messo in scena nel 1695 e di qui pubblicato nel 1696, con una prefazione nella quale Southerne saluta l'opera ed esprime la sua gratitudine verso Aphra Behn. Il dramma riportò un grande successo e le edizioni puntualmente rinnovate del romanzo assicurarono la sua circolazione per tutto il XVIII secolo. L'adattamento resta globalmente fedele al romanzo, salvo un'importante eccezione: Imoinda nella tragedia era una donna bianca e come nell'Otello l'attore principale maschile recitava in blackface a un'eroina bianca.

Come esigeva il gusto degli anni 1690, Southerne diede valore alle scene più patetiche, specialmente a quelle che coinvolgevano Imoinda e a quella del suo assassinio da parte di Oroonoko. Peraltro l'intreccio principale fu intervallato da brevi scene comiche e burlesche, conformi a un uso largamente diffuso nei drammi dell'epoca. Questi passaggi d'intrattenimento furono rimossi dal dramma allorquando i gusti del pubblico variarono, ma nonostante essi la popolarità di Oroonoko sui palcoscenici durò a lungo.

Durante tutto il XVIII secolo la versione di Southerne era più famosa dello stesso romanzo e pure nel XIX secolo continuarono a predominare i tocchi di forte patetismo di Southerne, a fronte del romanzo che era considerato un libro moralmente indecente. In particolare a Southerne dobbiamo la notorietà che ebbe la già di per sé enfatica scena dell'uccisione di Imoinda. L'insistenza del dramma sul lato tragico contribuì a far interpretare Oroonoko come uno scritto politico votato alla causa dei Tory, prima che come un romanzo sentimentale in anticipo sui tempi.

Quando Roy Porter dice di Oroonoko: «la domanda si faceva insistente: che cosa si sarebbe dovuto fare dei selvaggi nobili? Dato che condividevano un'universale natura umana, non era alla civilizzazione che ci si poteva appellare», egli considera il giudizio sul romanzo degli anti-schiavisti negli anni 1760, non del lettore negli anni 1690; e l'adattamento drammatico di Southerne è in buona misura responsabile di questo cambio di prospettiva.